# Mistrzostwa Włoch w piłce nożnej (1901)
Mistrzostwa Włoch w piłce nożnej 1901 (wł. Campionato Italiano di Football) – były 4 edycją najwyższej klasy mistrzostw Włoch w piłce nożnej organizowanych przez FIF, które odbyły się od 14 kwietnia 1901 do 5 maja 1901. Mistrzem został Milan CFC, zdobywając swój pierwszy tytuł.

## Organizacja
Liczba uczestników została zmniejszona z 5 do 4 drużyn.

## Kluby startujące w sezonie
| Klub                 | Miasto   | Region    |
| -------------------- | -------- | --------- |
| Genoa CFC            | Genua    | Liguria   |
| RS Ginnastica Torino | Turyn    | Piemont   |
| Juventus             | Turyn    | Piemont   |
| Milan CFC            | Mediolan | Lombardia |

## Eliminacje
Uważano, że między Milan CFC a SEF Mediolanum rozegrano rundę wstępną Lombardii (2:0), ale we współczesnych źródłach nie ma wzmianki o meczu nawet w gazecie Corriere dello Sport - La Bicycle, wyznaczonej przez Milan CFC do publikowania oficjalnych komunikatów. Gdyby do tego doszło, byłby to mecz towarzyski.
14 kwietnia. Turyn.
Juventus F.C. - Ginnastica Torino 5:0

## Półfinał
28 kwietnia. Turyn.
Milan CFC - Juventus F.C. 3:2

## Finał
5 maja. Genua
Genoa CFC - Milan CFC 0:3
Milan CFC został mistrzem Włoch. Ostatni mecz rozegrał w składzie: Hoode, Sutter, Gadda, Lees, Kilpin, Angeloni D., Recalcati, Davies, Negretti, Allison, Colombo G.